# Targnon (Stoumont)

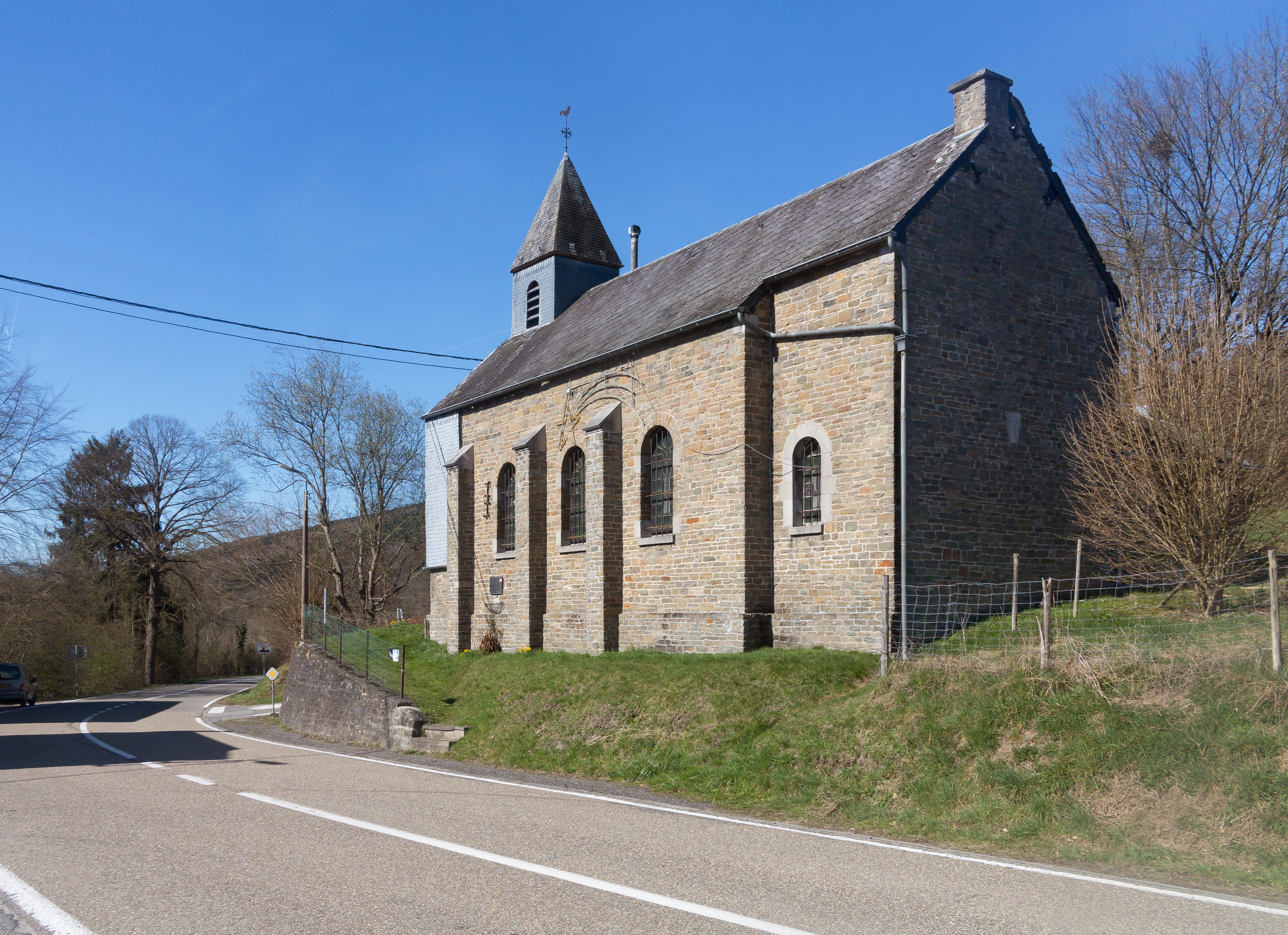
Targnon, la chapelle.

Targnon est un village belge, exclave de l'ancienne commune de Lorcé, situé dans la commune de Stoumont en Région wallonne, dans la province de Liège.
Le village est situé en Ardenne dans la vallée de l'Amblève, au confluent de l'Amblève et de la Lienne. Il est desservi par la route nationale 633 reliant Remouchamps à Trois-Ponts. 